# Desan Kaur
Desan Kaur, född 1740, död 1794, var en indisk regent. Hon var regent i Sukerchakia Misl som förmyndare för sin son Maha Singh mellan 1770 och 1780.  